# Aleksandr Wwiedienski (filozof)
Aleksandr Iwanowicz Wwiedenski (ros. Александр Иванович Введенский; 1856-1925) – rosyjski filozof i psycholog, przedstawiciel neokantyzmu rosyjskiego i tzw. legalnego marksizmu.

## Poglądy filozoficzne
Wwiedenski uważał kantowską metodę krytyczną za jedynie użyteczną w filozofii. Wiedza aprioryczna jest jego zdaniem bardziej wiarygodna niż wiedza aposterioryczna, zasady aprioryczne logiczne poprzedzają doświadczenie, bez tych zasad jest ono niemożliwe. Wwiedenski dowodził konieczności zespolenia nauki z wiarą, ograniczał sferę działania nauki i rozumu ludzkiego, uznawał istnienie Boga, nieśmiertelność duszy, wolność woli.